# Métro de Wuhan
Le métro de Wuhan (chinois : 武漢地鐵) est l'un des systèmes de transport en commun de Wuhan, capitale de la province du Hubei, au centre de la république populaire de Chine. En 2024, le réseau compte 12 lignes, numérotées de 1 à 8, puis 11, 16, 19 et 21, pour 303 stations et 503 kilomètres de réseau.

## Histoire
Le trafic est temporairement interrompu pendant 65 jours du 23 janvier 2020 au 27 mars 2020, en raison de la pandémie de Covid-19.

## Réseau actuel

### Carte
|  |

### Liste des lignes
| Ligne    | Terminus                                                                               | Terminus                                                                                   | Ouverture        | Dernière extension | Longueur totale en km | Stations |
|          |                                                                                        |                                                                                            |                  |                    |                       |          |
|          | Hankou Bei (汉口北) Hankou - Nord                                                      | Jinghe (径河)                                                                              | 2004             | 2017               | 37,9                  | 32       |
|          | Tianhe Jichang (天河机场) Aéroport de Wuhan-Tianhe                                     | Fozuling (佛祖岭)                                                                          | 2012             | 2019               | 60,3                  | 38       |
|          | Hongtu Dadao (宏图大道) Boulevard Hongtu                                               | Zhuanyang Dadao (沌阳大道) Boulevard Zhuanyang                                             | 2015             | -                  | 29,7                  | 24       |
|          | Bailin (柏林)                                                                          | Wuhan Huochezhan (武汉火车站) Gare ferroviaire de Wuhan                                    | 2013             | 2019               | 49,7                  | 37       |
|          | Zhongyiyaodaxue (中医药大学) Université de médecine chinoise                           | Wuhanzhan Dongguangchang (武汉站东广场) Gare de Wuhan - Place de l'Est                     | 26 décembre 2021 |                    | 34.6                  | 25       |
|          | Xincheng Shiyilu (新城十一路) 11e rue de Xincheng (en) Xincheng 11th Road              | Dongfeng Gonsi (东风公司) Entreprise Dongfeng                                              | 2016             | 2021               | 43                    | 32       |
|          | Square Huangpi (zh) (黄陂广场)                                                         | Qinglongshan Ditiexiaozhen (en) (青龙山地铁小镇)                                           | 2018             | 2024               | 83                    | 36       |
|          | Jintanlu (金潭路) Rue Jintan                                                           | Junyuncun (军运村) Village des athlètes militaire (en) Military Athletes' Village          | 2017             | 2021               | 38.2                  | 26       |
|          | Wuhan Dongzhan (武汉东站) Gare ferroviaire de Wuhan-Est (en) Wuhandong Railway Station | Gedian Nanzhan (葛店南站) Gare ferroviaire de Gedian-Sud (en) Gedian South Railway Station | 2018             | 2021               | 23,7                  | 14       |
|          | South International Expo center (国博中心南) Centre international d'exposition - Sud   | Hannan General Airport (通航机场) Aéroport de Hannan                                       | 2021             | 2022               | 36.5                  | 14       |
| Ligne 19 | West Square of Wuhan Railway Station (武汉站西广场) Square Ouest de la Gare de Wuhan   | Xinyuexi Park (新月溪公园)                                                                 | 2023             | -                  | 23,3                  | 7        |
|          | Houhu Boulevard (后湖大道) Boulevard Houhu                                             | Jintai (金台)                                                                              | 2017             | -                  | 34,6                  | 16       |
|          |                                                                                        |                                                                                            |                  |                    |                       |          |
| Total    | Total                                                                                  | Total                                                                                      | Total            | Total              | 502,9                 | 303      |

### Ligne 1
La ligne 1 s'étend sur 37,9 km, et compte 32 stations. Son parcours est entièrement aérien. Le 28 juin 2010, la ligne 1 fut étendue à la suite de l'achèvement de la phase 2.

## Lignes en construction

Plan de la ligne circulaire 12, en construction.

Différents projets sont en constructions, dont la ligne 12 qui sera une boucle
| Ligne             | Terminus | Terminus | Ouverture | Longueur totale en km | Stations |  |
|                   |          |          |           |                       |          |  |
| 10                |          |          |           |                       | 29       |  |
| 11 (prolongement) |          |          |           |                       | 18       |  |
| 12                |          |          |           | 60                    | 37       |  |